# Zanna turrita
Zanna turrita är en insektsart som beskrevs av Gerstaecker 1895. Zanna turrita ingår i släktet Zanna och familjen lyktstritar. Inga underarter finns listade i Catalogue of Life.